# 蒸汽機車

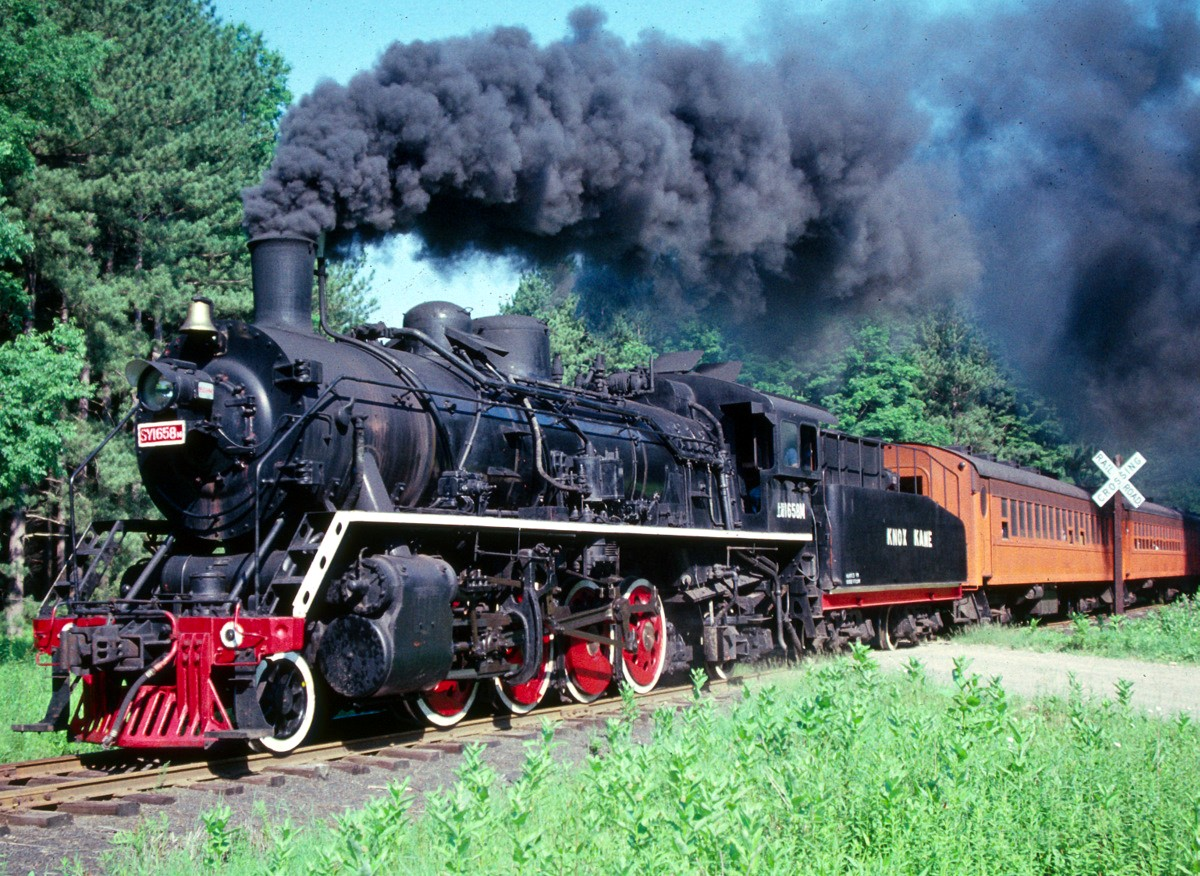
上游型1658M号蒸汽机车

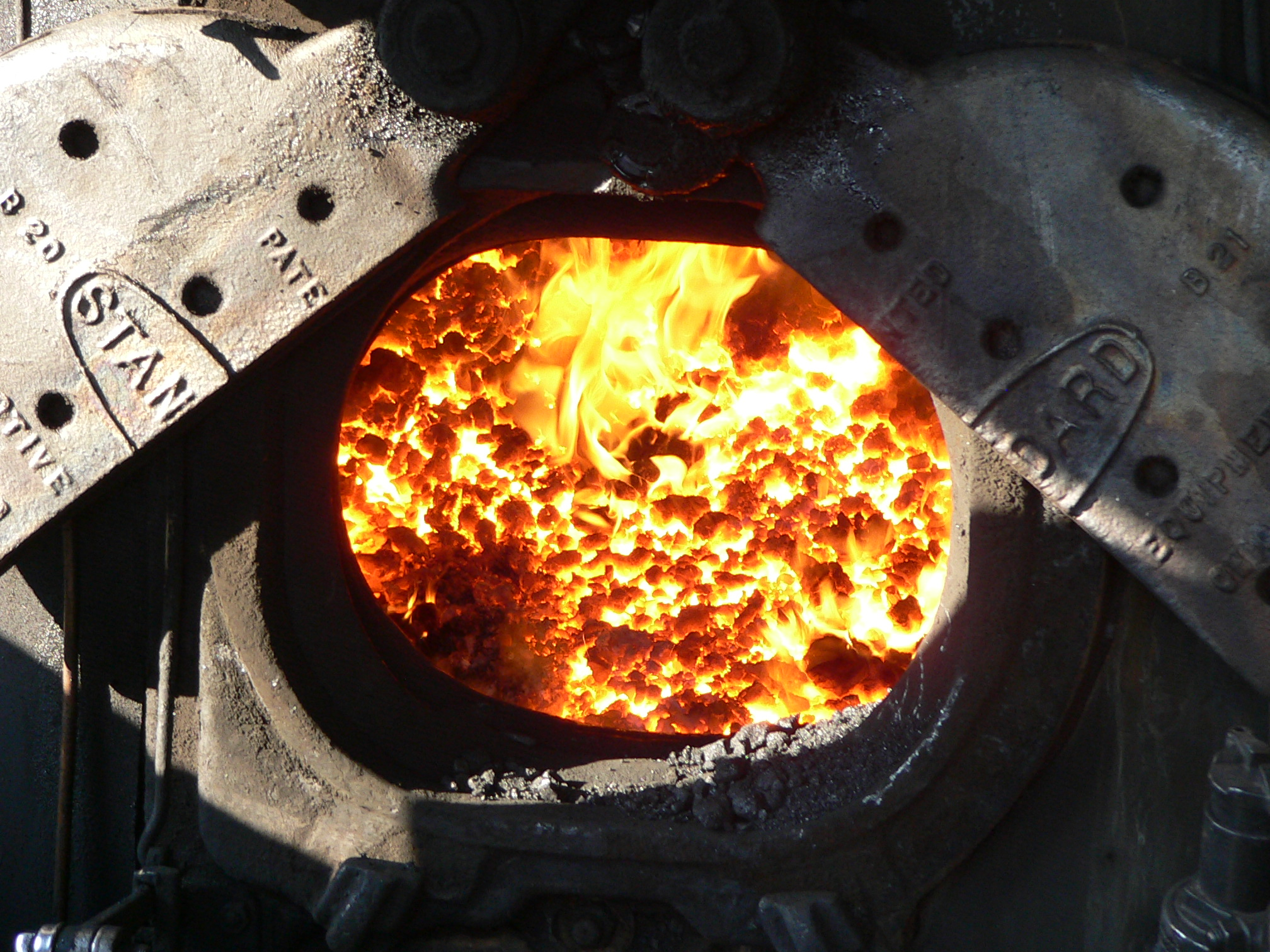
蒸汽火車的煤爐

蒸汽機車，又稱蒸汽火車（日语：汽車、蒸汽機關車），是以蒸汽机作為動力來源的鐵路機車，也是鐵路機車最早的發展類別。

## 构造

### 整体构造
以煤水車式蒸汽機車為例
| 蒸汽机车主要部件 | 蒸汽机车主要部件 | 蒸汽机车主要部件 | 蒸汽机车主要部件 | 蒸汽机车主要部件 | 蒸汽机车主要部件 | 蒸汽机车主要部件 | 蒸汽机车主要部件 |
| No.              | Item             | No.              | Item             | No.              | Item             | No.              | Item             |
| ---------------- | ---------------- | ---------------- | ---------------- | ---------------- | ---------------- | ---------------- | ---------------- |
| 1                | 煤水車           | 13               | 烟箱门           | 25               | 气阀             | 37               | 煤槽             |
| 2                | 司机室           | 14               | 从轮转向架       | 26               | 汽室             | 38               | 炉床             |
| 3                | 安全阀           | 15               | 走板             | 27               | 火箱             | 39               | 灰箱             |
| 4                | 回动拉杆         | 16               | 车架             | 28               | 烟管             | 40               | 轴箱             |
| 5                | 汽笛             | 17               | 閘瓦             | 29               | 锅炉             | 41               | 均衡梁           |
| 6                | 涡轮发电机       | 18               | 砂管             | 30               | 过热管           | 42               | 叠板弹簧         |
| 7                | 砂箱             | 19               | 连杆             | 31               | 调整阀（汽门）   | 43               | 动轮             |
| 8                | 调整阀拉杆       | 20               | 阀装置           | 32               | 过热箱           | 44               | 弹簧鞍           |
| 9                | 汽包             | 21               | 摇杆             | 33               | 烟筒             | 45               | 废汽喷口         |
| 10               | 空气压缩机       | 22               | 鞲鞴杆           | 34               | 机车头灯         | 46               | 导轮转向架       |
| 11               | 烟箱             | 23               | 鞲鞴             | 35               | 列车管           | 47               | 排障器           |
| 12               | 主蒸汽管         | 24               | 气缸             | 36               | 水柜             | 48               | 车钩             |

### 机械部
以華爾夏特閥動裝置為例
- 1. 月牙板
- 2. 偏心曲拐
- 3. 半徑桿
- 4. 合併桿
- 5. 十字頭
- 6. 汽室
- 7. 汽缸
- 8. 回动拉桿

### 司机室
以德意志国铁路01型蒸汽机车为例

## 发展

理查·特里維西克於1802年設計的 Coalbrookdale蒸汽機車

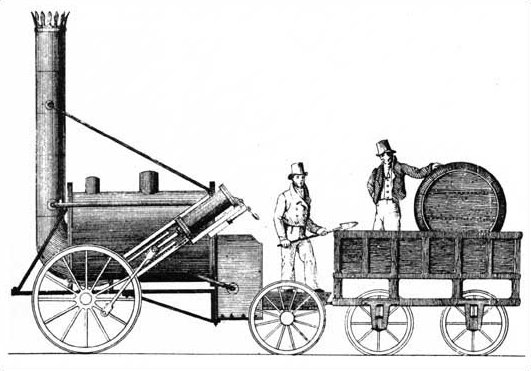
史蒂芬森於1829年設計的火箭號蒸汽機車

鐵路機車在19世紀發明時，是以蒸汽機來推動的。到第二次世界大战結束時，蒸汽機車仍是最常見的機車。
第一部蒸汽機車是由英國人理查·特里維西克制造，并於1804年2月21日進行第一次上軌測試。之後經過多年的改進，蒸汽機車的經濟效益才足以在商業上的營運使用。羅伯特·史蒂芬生在1829年製造的火箭號（The Rocket）便是最早在商業成功使用的蒸汽機車之一。
蒸汽機車的速度紀錄是由英國的倫敦及東北鐵路A4型所創下。1938年7月3日，該型機車中的一台——别號“Mallard”的倫敦及東北鐵路4468號機車（LNER Class A4 4468 Mallard），牽引六輛普通客車和一輛動力試驗車，在一個稍微下坡路段創下時速126英里（203公里）的紀錄。德國、美國的蒸汽機車亦達到接近的速度。一般認為這是蒸汽機車的速度極限。
因動力效能較低且為降低空氣污染，蒸汽機車在二十世紀中開始被內燃機車或電力機車所取代。1960年代末，世界上仍然有使用蒸汽機車作商業運作的國家已寥寥無幾。到了二十世紀末，蒸汽機車在北美洲及歐洲基本上已被完全淘汰，只會間中在特別為鐵道迷及遊客安排的路线上行走。墨西哥仍有很少量的蒸汽機車在偏遠的地方運作。印度曾大量使用蒸汽機車，但現在它們只會在空氣稀薄的山區運作。

## 各地的蒸汽機車

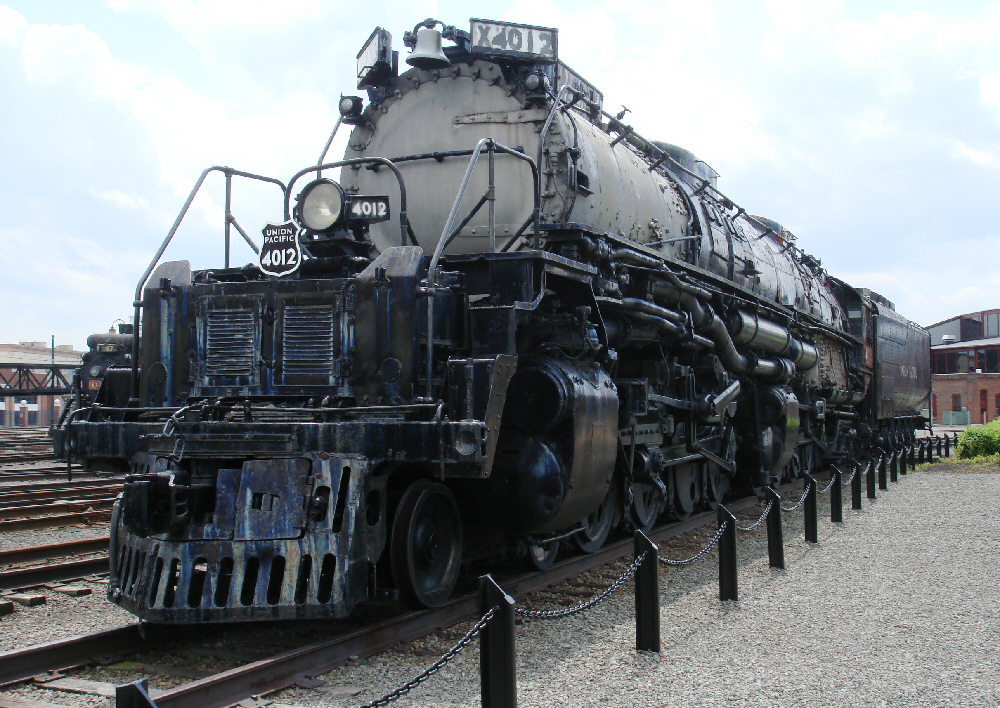
世界最大的蒸汽机车，联合太平洋铁路4884型蒸汽机车

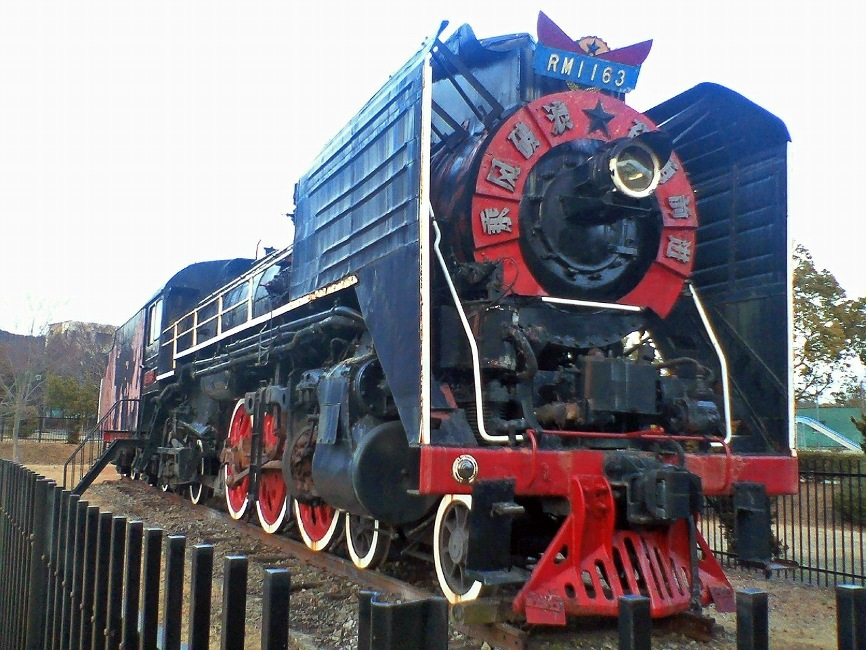
人民型蒸汽机车（RM 1163）

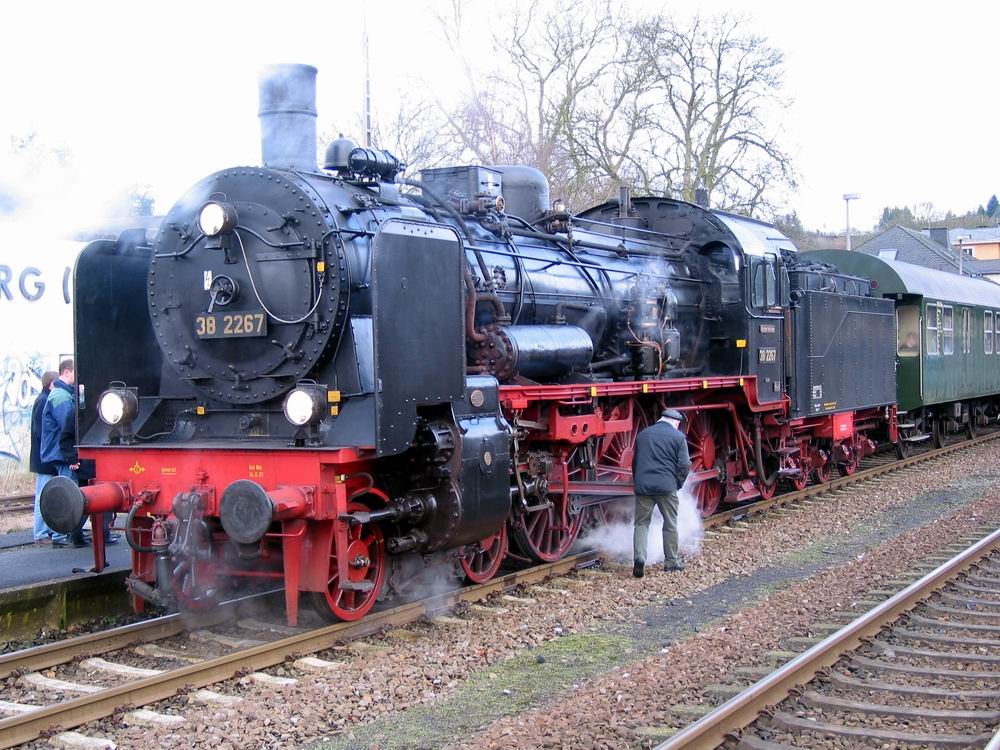
普魯士的P8型蒸汽機車，德意志統一後成為德國國鐵038型

### 中国大陆
1949年，中国有产自9个国家30多家工厂的198种型号的4069台蒸汽机车。
在中国大陆，某些地區煤炭的價格比石油低很多，使蒸汽機車仍然有它們的價值。中國曾經是全球最後一個製造大型蒸汽機車的國家，位於山西的大同車廠一直生產干线蒸汽機車至1988年12月21日；1992年国铁停止使用蒸汽机车。哈尔滨火车站在1990年代中期仍旧能够看到为数不少的蒸汽机车，而位于同一个省份的牡丹江火车站则可以看到停放在一旁供人参观的1930年代日本小型蒸汽机车。2005年12月9日最后运营的大型蒸汽机车在内蒙古的集通铁路退役，近年中國大陆蒸汽機車已所剩无几。
今日部分蒸汽機車由於觀光或歷史保存或其它理由，而特別被保留並繼續營運，四川的芭石铁路、黑龙江的桦南森林铁路、内蒙古的阿里河森林铁路和河南的豫见铁路以窄轨蒸汽机车为动力，牵引旅游列车；而辽宁铁岭市的铁法铁路则使用准轨蒸汽机车，每年举行国际蒸汽机车旅游节。

### 日本
日本的蒸汽機車於1975年12月14日在室蘭本線開出最後一班列車後已經全部退出一般列車的運行。後來部份機車頭修復後重新上路做為觀光列車行駛，其中有部分為針對特殊季節才運行（例如JR北海道的SL冬之濕原號（SL冬の湿原号）會於冬天才運行），其他則為大部份都為全年營運的固定觀光列車班次。截至2012年底為止，仍然在使用蒸汽機車的鐵路公司包括JR集團的JR北海道、JR東日本、JR西日本、JR九州，和大井川鐵道、秩父鐵道、東武鐵道與真岡鐵道等私鐵業者。為了與一般採用柴油或電力動力來源的列車作區隔，以蒸汽機車牽引營運的列車會特別在列車名稱前標上「SL」的字樣（SL是蒸汽機車「Steam Locomotive」的縮寫）。

### 台灣
臺灣所用蒸汽機車以台鐵蒸汽機車最具代表性，另外林業鐵路及糖業鐵路等亦曾使用過蒸汽機車。於一般營運上，臺鐵雖未有以蒸汽機車牽引之常態班次，惟特殊節日及路線仍偶可見CK124等蒸汽機車做為觀光用列車行駛。

### 苏联/俄罗斯
1977年干线停止使用蒸汽机车。

## 问题与缺陷
蒸汽机车的主要缺點是热效率低、空污較大，做不到节能环保，因此一些國家雖允許蒸汽機車以文化保存與觀光為目的之運行，但會限制運轉時數。
此外，蒸汽机车还存在锅炉爆炸的问题。1956年4月26日，一列军用蒸汽机车在红磡车辆段爆炸，此事促进了九广铁路柴油化的进程。1995年6月16日，葛底斯堡客运服务公司1278号蒸汽机车在宾夕法尼亚州GARDNERS附近，由于止回阀泄露，发生白水表行车，后错误注水发生爆炸，三名司乘人员生还但是遭严重烫伤。

## 關聯條目
- 華氏式別
- 蒸汽机
- 中國蒸汽機車列表

## 外部連結
- 维基共享资源上的相關多媒體資源：蒸汽機車